# Juliette Carré
Pour les articles homonymes, voir Carré (homonymie).
Juliette Carré est une actrice française, née le 22 novembre 1933 à Étais-la-Sauvin (Yonne) et morte le 25 décembre 2023 dans la même ville.

## Biographie
Juliette Isabelle Liliane Carré naît le 22 novembre 1933 à Étais-la-Sauvin dans l'Yonne. 
Elle a joué dans plus d'une cinquantaine de pièces de théâtre, essentiellement dans des répertoires classiques.
Juliette Carré meurt le 25 décembre 2023 à l'âge de 90 ans. Elle repose aux côtés de son mari et de ses parents au cimetière d'Étais-la-Sauvin.

### Vie privée
Juliette Carré épouse en 1970 l'acteur Michel Bouquet, avec qui elle a souvent partagé la scène, notamment dans Le roi se meurt d'Eugène Ionesco, union qui ne prend fin qu'avec la mort du comédien après plus de 50 ans de mariage.

## Théâtre
- 1966 : Comment naît un scénario de cinéma de Cesare Zavattini, mise en scène Hubert Gignoux, théâtre de l'Athénée
- 1967 : Gisèle ou La mort du président de Bernard Da Costa, mise en scène Pierre Spivakoff au café Vivienne
- 1972 : Marie Samary, mise en scène Pierre Spivakoff, Studio des Champs-Elysées
- 1974 : Du théâtre au champ d'honneur et L'Aveu de Sarah Bernhardt, mise en scène Pierre Spivakoff, Studio des Champs-Elysées
- 1975 : Monsieur Klebs et Rozalie de René de Obaldia, mise en scène Jacques Rosny, théâtre de l'Œuvre
- 1984 : La Danse de mort d'August Strindberg, mise en scène Claude Chabrol, théâtre de l'Atelier
- 1987 : Le Malade imaginaire de Molière, mise en scène Pierre Boutron, théâtre de l'Atelier puis théâtre des Célestins
- 1989 : L'Avare de Molière
- 1990 : Le Maître de go de Yasunari Kawabata, mise en scène Jean-Paul Lucet, théâtre des Célestins
- 1991 : Le Maître de go de Yasunari Kawabata, mise en scène Jean-Paul Lucet, théâtre de l'Atelier
- 1995 : Fin de partie de Samuel Beckett, mise en scène Armand Delcampe, théâtre de l'Atelier
- 1996 : Fin de partie de Samuel Beckett, mise en scène Armand Delcampe, théâtre des Célestins, tournée
- 1998 : Avant la retraite de Thomas Bernhard, théâtre de l'Atelier
- 2002 : Minetti de Thomas Bernhard, mise en scène Claudia Stavisky, théâtre des Célestins, Festival d'Avignon puis Théâtre de la Ville
- 2003 : Minetti de Thomas Bernhard, mise en scène Claudia Stavisky, théâtre des Célestins
- 2004 : Le roi se meurt d'Eugène Ionesco, mise en scène Georges Werler, théâtre Hébertot
- 2005 : Le roi se meurt d'Eugène Ionesco, mise en scène Georges Werler, théâtre Hébertot
- 2006 : Le roi se meurt d'Eugène Ionesco, mise en scène Georges Werler, théâtre des Célestins
- 2007 : L'Avare de Molière, mise en scène Georges Werler, théâtre de la Porte-Saint-Martin, tournée
- 2008 : L'Avare de Molière, mise en scène Georges Werler, tournée
- 2008 : Le Malade imaginaire de Molière, mise en scène Georges Werler, théâtre de la Porte-Saint-Martin
- 2009 : Le Malade imaginaire de Molière, mise en scène Georges Werler, tournée
- 2010 : Le roi se meurt d'Eugène Ionesco, mise en scène Georges Werler, Comédie des Champs-Élysées
- 2011 : Le roi se meurt d'Eugène Ionesco, mise en scène Georges Werler, tournée
- 2012 : Le roi se meurt d'Eugène Ionesco, mise en scène Georges Werler, théâtre des Nouveautés
- 2016 : À torts et à raisons de Ronald Harwood, mise en scène Georges Werler, théâtre Hébertot
- 2017 : Le Tartuffe, théâtre de la Porte-Saint-Martin, avec Michel Fau et Michel Bouquet

## Filmographie

### Cinéma
- 2012 : Je, court métrage de Tatiana Becquet Genel
- 2014 : Rebecca de Tatiana Becquet Genel
- 2021 : 53 Jours à Tuer de Justine Lecoq et Christopher Lurick

### Télévision
- 1982 : La Danse de mort (d'après Strindberg) de Claude Chabrol
- 2019 : Quand sort la recluse de Josée Dayan